# Comuna Slava Cercheză, Tulcea
Slava Cercheză (în rusă Черкезская Слава, transliterat Cerkezskaia Slava) este o comună în județul Tulcea, Dobrogea, România, formată din satele Slava Cercheză (reședința) și Slava Rusă.

## Situarea
Comuna Sava Cercheză este situată în partea central-sudică a județului Tulcea iar, localitatea de reședință comunală este reprezentată de satul cu același nume.
Comuna este delimitata de teritoriile comunale din Tabelul nr.1.
| Limite | Descriere            |
| ------ | -------------------- |
| Nord   | Comunele Mihai Bravu |
| Est    | Orașul Babadag       |
| Sud    | comuna Baia          |
| Vest   | Ciucurova            |

## Condiții naturale

### Geologie
Din punct de vedere geologic, teritoriul adminstrativ al Comunei Slava Cercheză este inclus cadrul Platformei Babadag. Acestă platformă s-a format prin scufundarea în mezocretacic și ulterior în Badenianul superior, a două porțiuni din Orogenul Nord Dobrogean. (Ionesi, 1994)
Platforma Babadag are forma unui culoar alungit pe direcția NV-SE, cuprins între Masivul Dobrogei Centrale (în V), pânza Măcin (în N) și pânzele Niculițel, respectiv Tulcea (în E).(Mutihac, 1990)
În zona localității Slava Cercheză predomină aflorimente din perioada Cretacicului superior, etajele Turonian și Senonian. (Ionesi, 1994; Mutihac, 1990)
Datele bibliografice existente, referitoare la evoluția geologică a Dobrogei, în general, și a Bazinului Babadag, în special, relevă existența, în cadrul etajelor Cenomanian si Turonian, a unui
bazin marin cu adâncimi cuprinse între 50 si 100 m, ape limpezi, aerate, salinitate normala (cca 35%) si o temperatura medie de 15 oC. (Chiriac, 1981))

### Relief
Teritoriul administrativ al comunei este dominat de dealuri cu altitudini medii cuprinse între 225 și 235 m, și altitudini maxime în jur de 250 m. Versanții dealurilor au o înclinare relativ redusă.

### Rețeaua hidrografică
Principala artera hidrografică ce drenează zona este reprezentată de
Râul Slava.

### Flora și vegetația
În zona acestei comune întâlnim o mare diversitate de tipuri de vegetație caracteristice pentru:
- pădurea de silvostepă cu stejar pufos (Quercus pubescens) și stejar brumăriu (Q. pedunculiflora), la care se adaugă în stratul arbustiv, păducelul (Crataegus monogyna) și cornul (Cornus mas); (Ivan , 1979)[6]
- pajiști xerofile stepice sau derivate cu negară (Stipa capillata), păiuș (Festuca valesiaca), bărboasă (Botriochloa ischaemum) ș.a.; (Coteț, Popovici, 1972)[7]
- stepa petrofilă din Dobrogea cu Thymus zygioides, Koeleria lobata, Festuca callieri,
Allium saxatile etc. (Ivan, 1979)

## Demografie
Componența etnică a comunei Slava Cercheză
     Ruși lipoveni (74,72%)
     Români (17,02%)
     Alte etnii (0,25%)
     Necunoscută (8%)
Componența confesională a comunei Slava Cercheză
     Creștini de rit vechi (74,57%)
     Ortodocși (16,72%)
     Alte religii (0,61%)
     Necunoscută (8,1%)
Conform recensământului efectuat în 2021, populația comunei Slava Cercheză se ridică la 1.962 de locuitori, în creștere față de recensământul anterior din 2011, când fuseseră înregistrați 1.666 de locuitori. Majoritatea locuitorilor sunt ruși lipoveni (74,72%), cu o minoritate de români (17,02%), iar pentru 8% nu se cunoaște apartenența etnică. Din punct de vedere confesional, majoritatea locuitorilor sunt creștini de rit vechi (74,57%), cu o minoritate de ortodocși (16,72%), iar pentru 8,1% nu se cunoaște apartenența confesională.

## Politică și administrație
Comuna Slava Cercheză este administrată de un primar și un consiliu local compus din 11 consilieri. Primarul, Valentin Sereev[*], de la Partidul Național Liberal, este în funcție din 1 noiembrie 2024. Începând cu alegerile locale din 2024, consiliul local are următoarea componență pe partide politice:
|  | Partid                                   | Consilieri | Componența Consiliului | Componența Consiliului | Componența Consiliului | Componența Consiliului |
|  | ---------------------------------------- | ---------- | ---------------------- | ---------------------- | ---------------------- | ---------------------- |
|  | Partidul Național Liberal                | 4          |                        |                        |                        |                        |
|  | Comunitatea Rușilor Lipoveni din România | 3          |                        |                        |                        |                        |
|  | Alianța pentru Unirea Românilor          | 2          |                        |                        |                        |                        |
|  | Partidul Social Democrat                 | 2          |                        |                        |                        |                        |